# 幸福のアラビア

1596年の中東とインド洋の地図。ヤン・ホイフェン・ヴァン・リンスホーテンによるもの。

幸福のアラビア（こうふくのアラビア、ラテン語:Arabia Felix、アラビア語:العربية السعيدة）とは、以前地理学者が南アラビアもしくは現在のイエメンを説明する際に使用していたラテン語の言葉である。

## 語源
ラテン語としての「Arabia Felix」はヘレニズム時代のギリシャ語「Ευδαίμων Αραβία」の、キュレネのエラトステネスに由来するローマ語訳である「Eudaimon Arabia」に由来する。Felixとは「豊穣、肥沃」や「幸福、幸運、祝福」という意味があり、実際に幸福のアラビアという言葉が指定する地域はアラビア半島で最も灌漑が発達していた。イエメンを指す「Arabia Felix」は、ローマ帝国がアラビア半島を「Arabia Deserta」、「Arabia Felix」、「Arabia Petraea」の3つの地域に分けた際に使われた。
フランスで使われていた同意義の用語「L'Arabie Heureuse（意：ハッピーなアラビア）」はラテン語の「Arabia Felix」の稚拙な翻訳から来ていると言われている。

## 地形
アラビア半島の南西端は、古代には降雨量が多かったため、他の地域よりも緑地が多く、生産性の高い田畑が広がっていた。高い山頂や斜面は多くの植物を支え、ワディと呼ばれる河床が他の土壌を肥沃にするのに役立っていた。

## 歴史

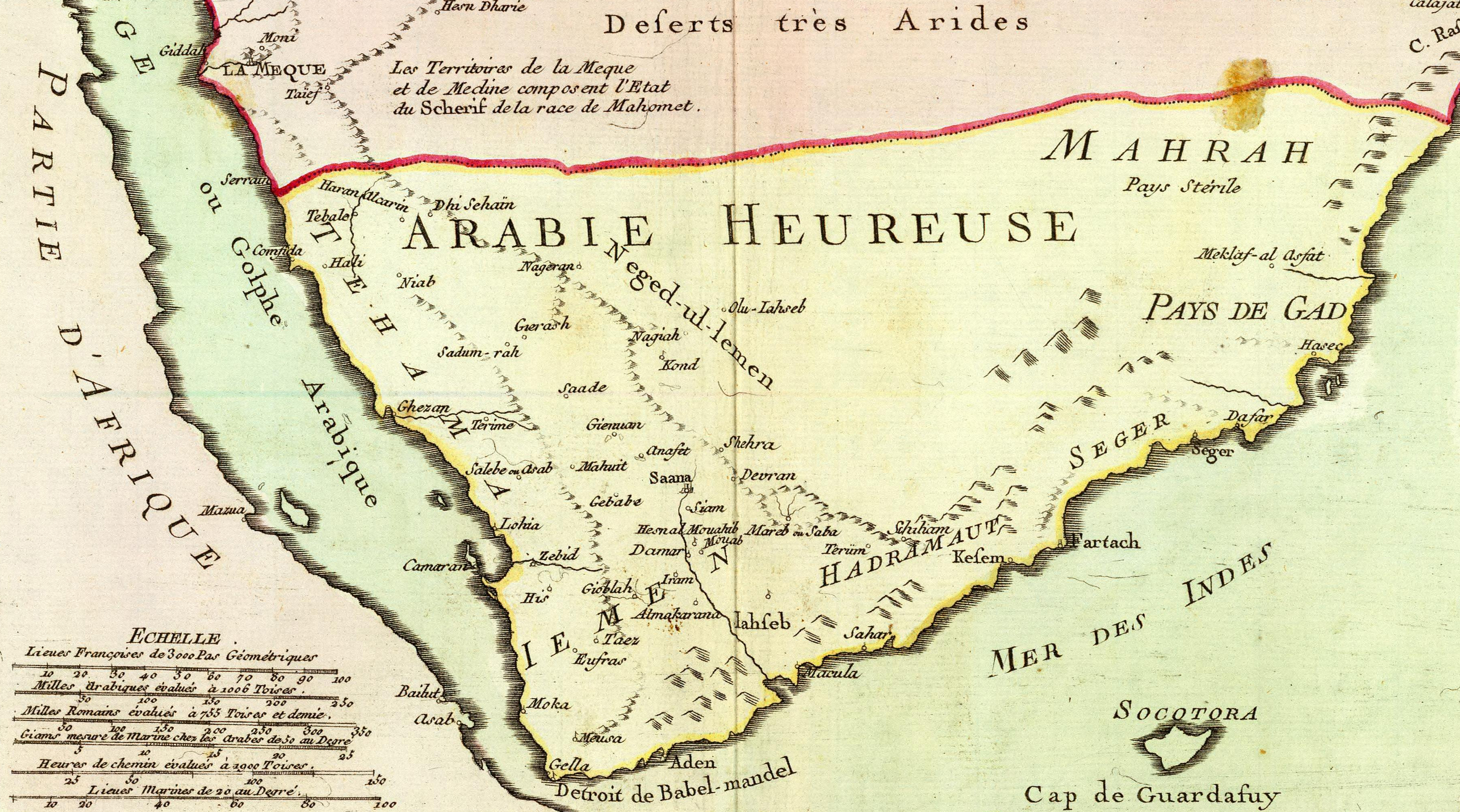
Clouet, J. B. L. (Jean-Baptiste Louis)により1787年に制作されたフランスの"L'Arabie Heureuse"（「幸福なアラビア」）の地図

紀元前26年、アウグストゥスの命を受けたアエリウス・ガッルスは、アラビアへの軍事遠征を指揮したが、当初は成功を収めたものの、悪天候と疫病のために征服を断念せざるを得なくなった。
幸福のアラビアが古代の世界において富と重要性を持つようになった理由のひとつは、シナモンとスパイスの貿易を幸福のアラビア（現地）で作りながら、インド・アフリカの角から輸入を行うことによりほぼ独占していたことである。 ストラボンによれば、幸福のアラビアと呼ばれる地域は5つの王国からなり、1つは戦士の国、農民の国、機械芸術に従事する人々の国、もう1つは没薬を産する国、もう1つは乳香を産する国であり、同国はカシア、シナモン、スパイクナードも生産していたとされる。
紀元前1世紀ごろは幸福のアラビア地域の都市エウダエモン（現在のアデン港と思われている）は、紅海貿易の積み替え港であった。『エリュトゥラー海案内記』（紀元1世紀に作られたと思われる）には、このように記されている。
紀元1世紀からの貿易史における新たな発展により、商人たちはエウダエモンの仲買人を避け、危険なアラビア海をインド沿岸まで直接渡るようになった。
1654年に、幸福なアラビアの地図がフランスの地図製作者ニコラ・サンソンによって製作された。
幸福のアラビアは、デンマークの小説家トルキルド・ハンセンによる1962年の著書で、1761年から1767年にかけてペール・フォルスコールが全6人でアラビア地域を探検し、カールステン・ニーブールしか生き残らなかった悲惨な科学調査の詳細が記されている。しかし記述に対して信憑性が疑問視されている点もある。